# 안소니 리
안소니 리(Anthony Lee, 1961년 7월 17일 ~ 2000년 10월 28일)는 미국의 배우, 연극 배우, 텔레비전 배우, 영화배우이다.
레딩에서 태어났으며 로스앤젤레스에서 사망하였다. 사인은 총상이다.

## 영화
- 리틀 리차드 (2000년)
- 워터프루프 (1999년)
- 세컨드 시빌 워 (1997년)
- 라이어 라이어 (1997년)
- 세븐 나이트 (1994년)
- 비욘드 일기막기소년궁 (1991년)